# Verzegnis
Verzegnis (Verzegnis en frioulan) est une commune italienne de la province d'Udine, dans la région Frioul-Vénétie Julienne.

## Administration
| Période                                  | Période  | Identité      | Étiquette | Qualité |
| ---------------------------------------- | -------- | ------------- | --------- | ------- |
| Depuis le 14/06/2004                     | En cours | Luciano Sulli |           |         |
| Les données manquantes sont à compléter. |          |               |           |         |

### Communes limitrophes
Cavazzo Carnico, Enemonzo, Preone, Tolmezzo, Tramonti di Sotto, Villa Santina, Vito d'Asio

## Notes et références

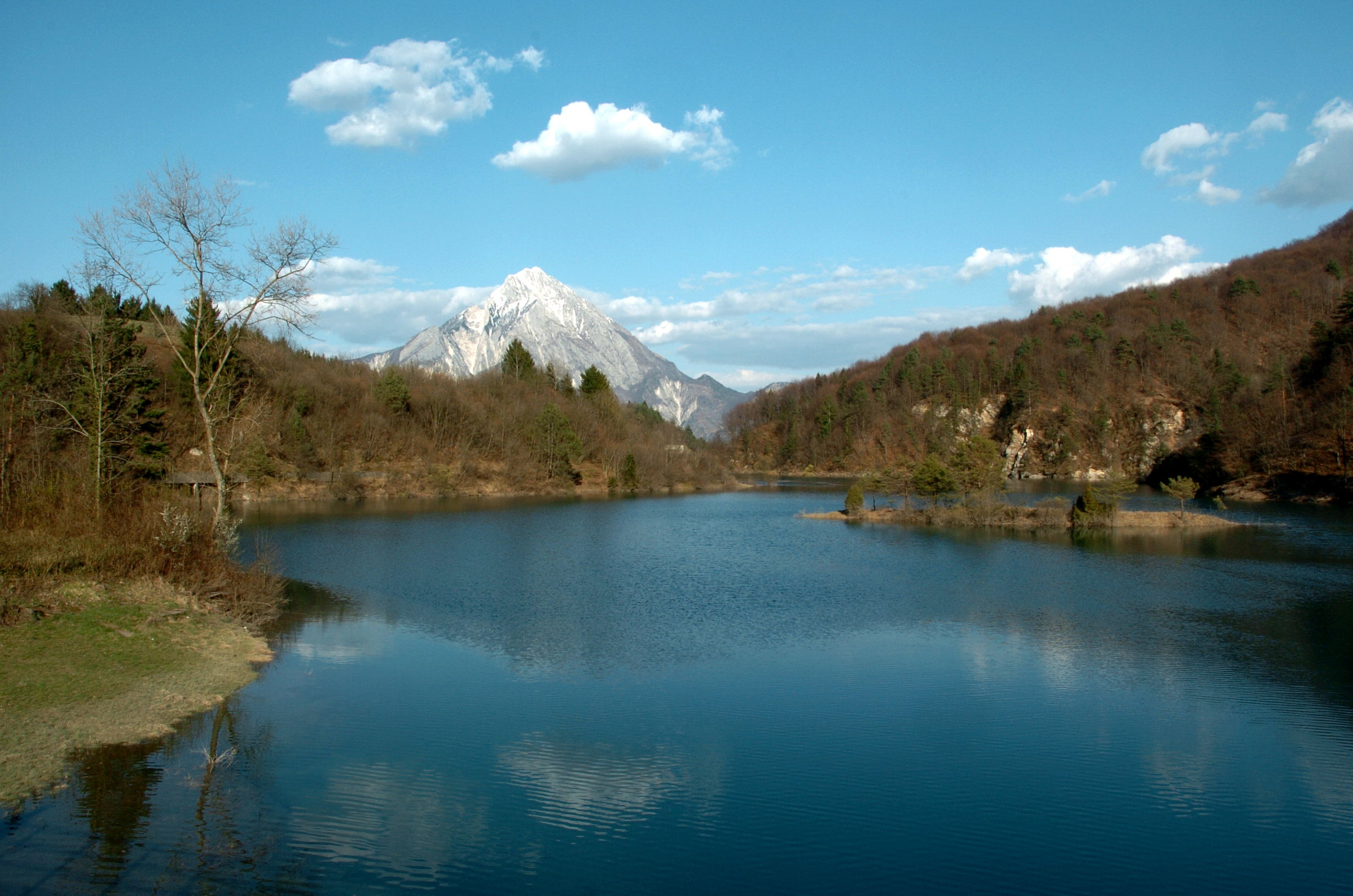
Le lac de Verzegnis avec le Monte Amariana

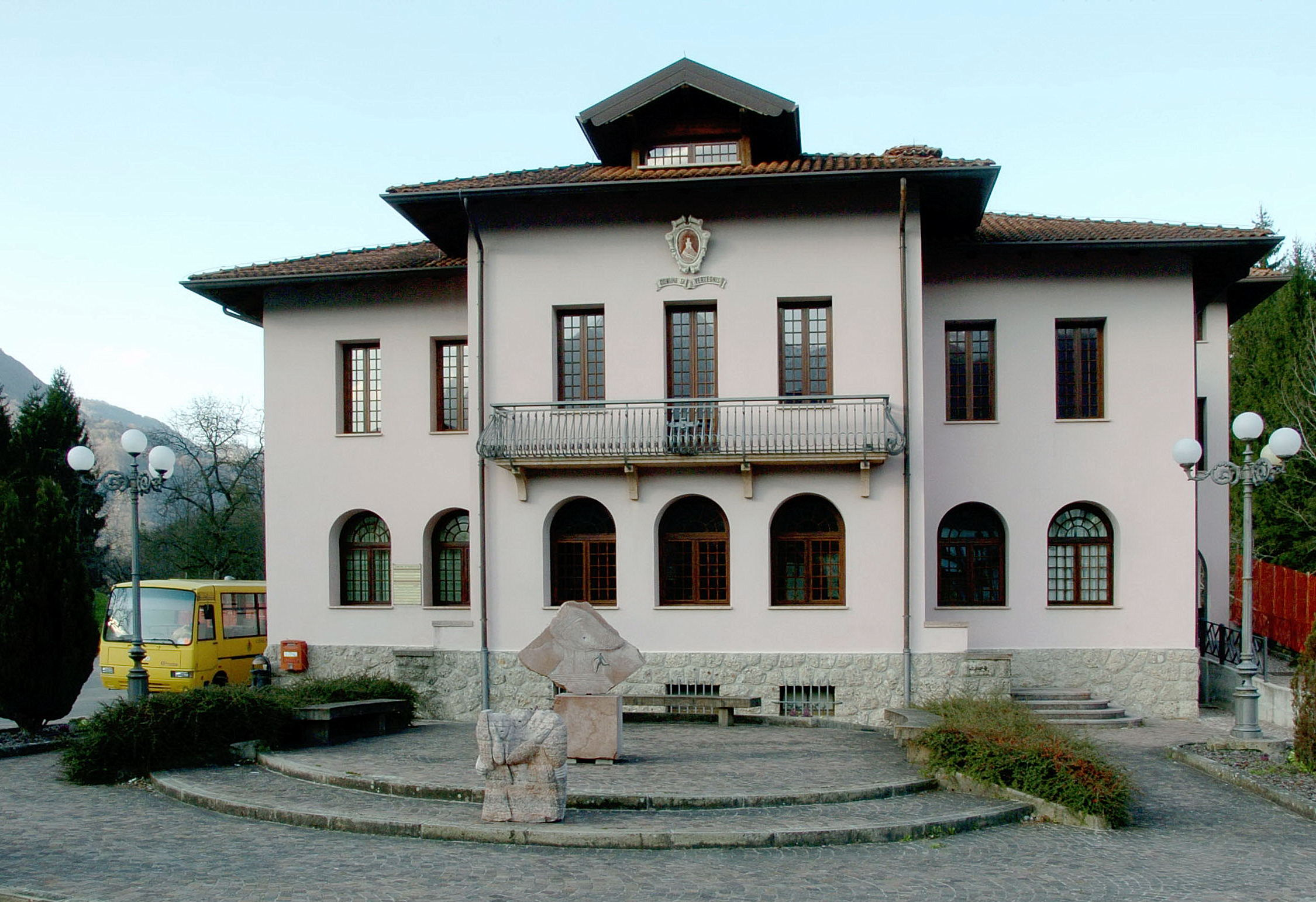
La mairie